# Scala Multimedia
Scala Multimedia är en mjukvara utvecklad av ett företag med samma namn. Företaget grundades år 1987 och utvecklade bland annat programmet "Scala Multimedia" för Amiga-datorer. Företaget heter numera Scala Broadcast Multimedia.